# 1177 Gonnessia
1177 Gonnessia è un asteroide della fascia principale del diametro medio di circa 91,98 km. Scoperto nel 1930, presenta un'orbita caratterizzata da un semiasse maggiore pari a 3,3541643 UA e da un'eccentricità di 0,0260300, inclinata di 15,10675° rispetto all'eclittica.
Il suo nome è in onore dell'astronomo francese François Gonnessiat.